# تفاوت‌های جنسیتی در جرم

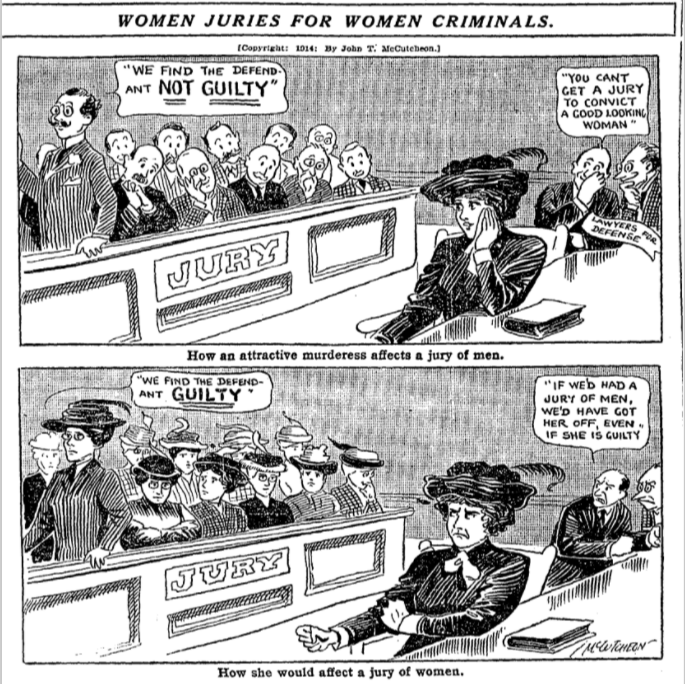
این تصویر نمایانگر تفاوت بین زن و مرد در دادگاه است

تفاوت‌های جنسیتی در جرم و جنایت، تفاوت بین زن و مرد به عنوان مرتکب یا قربانی جرم است. چنین مطالعاتی ممکن است به رشته‌هایی مانند جرم‌شناسی (مطالعه علمی رفتار مجرمانه)، زیست‌شناسی اجتماعی (که تلاش می‌کند تا رابطه علی بین عوامل بیولوژیک، در این مورد جنسیت بیولوژیک و رفتارهای انسانی را نشان دهد)، یا مطالعات زنان وابستگی داشته باشد. علی‌رغم دشواری تفسیر آنها، آمار جرم و جنایت ممکن است راهی برای بررسی چنین رابطه ای از منظر تفاوت‌های جنسیتی ارائه دهد. تفاوت قابل مشاهده در میزان جرم و جنایت بین مردان و زنان ممکن است به دلیل عوامل اجتماعی و فرهنگی، گزارش نشدن جرایم یا عوامل بیولوژیک مانند تستوسترون یا نظریه‌های زیست‌اجتماعی باشد. ماهیت خود جرم نیز ممکن است به عنوان یک عامل نیاز به بررسی داشته باشد.
آمارها در گزارش‌هایی ثابت بوده‌است که مردان بیشتر از زنان مرتکب اعمال مجرمانه می‌شوند. اعمال بزهکارانه خودگزارش‌شده نیز برای مردان بیشتر از زنان است، هرچند کمتر از آمار رسمی است. سطح پایین خودکنترلی با فعالیت مجرمانه مرتبط است. بسیاری از متخصصان برای این تفاوت جنسیتی توضیحاتی ارائه کرده‌اند. برخی از توضیحات متفاوت شامل گرایش فرگشتی مردان به رفتارهای ریسک‌پذیر و خشونت‌آمیز، تفاوت‌های جنسیتی در فعالیت، حمایت اجتماعی یا نابرابری جنسیتی است.
آمار جنسیتی کانادا بر پایهٔ مجموع جرایم اتهامی سالانه (2002):
- مردان بالغ – 326536[۱]
- زنان بالغ – 71058[۱]
- پسران جوان (12-17) – 74513[۱]
- دختران جوان (۱۲–۱۷) - ۲۴، 487[۱]